# Georg Riedel
Georg Riedel (født 8. januar 1934 i Karlsbad i Tjekkoslovakiet, død 25. februar 2024) var en tjekkisk-svensk musiker og komponist. 

## Musikalsk karriere
Georg Riedel kom med sine forældre til Sverige som flygtning i slutningen af 1930'erne og voksede op i Stockholm, hvor han som ung studerede komposition og kontrabas ved Kungliga Musikhögskolan. Han fuldførte aldrig studierne og blev en af Sveriges mest eksperimenterende og produktive musikere.
Georg Riedel begyndte at spille violin, men skiftede til kontrabas, da han opdagede jazzen. I 1950'erne spillede han bl.a. sammen med Lars Gullin og Arne Domnérus i dennes legendariske Nalen-band. Han begyndte da at komponere og arrangere sin egen musik og eksperimenterede med at blande de forskellige stilarter og give musikken helt nye udtryk.
I 1960'erne arbejdede han sammen med den svenske jazzpianist Jan Johansson og medvirkede som bassist på albummerne Jazz på svenska og Jazz på ryska. Georg Riedel begyndte selv at skrive musik til balletter i 1960'erne. I 1967 skrev han musikken til tv-balletten Riedaighlia, der blev belønnet med Prix Italia samme år. Georg Riedel modtog flere priser og stipendier.
Han skrev musik til Dizzy Gillespie og Clark Terry og medvirkede på grammofonindspilninger sammen med blandt andet Stan Getz, Alice Babs, Monica Zetterlund og de svenske Radiojazzgruppen. 
Efter Jan Johanssons død i 1968 overtog han arbejdet med at komponere musik til filmatiseringerne af Astrid Lindgrens bøger. Georg Riedel satte også musik til børneviser af Lennart Hellsing og Barbro Lindgren, ligesom han skrev signaturmelodien til Alfons Åberg-filmene. En af hans mest kendte børnemelodier er "Idas sommarvisa" til Emil fra Lønneberg-serien, som er blevet en klassiker i Sverige. Andre er "Lille katt" og hans egen favorit "Jag är fattig bonddräng".
Georg Riedel komponerede i 1978 Nursery rhymes til Filharmonins Brassensemble og Arne Domnérus Jazzgrupp. I 1981 fremførtes hans Concerto burlesco af Arne Domnérus Septet, Norrköpings Symfoniorkester og ham selv som solosaxofonist. Begge musikstykker er eksempler på hans frie brug af de forskellige musikgenrer. 
Georg Riedels musik spænder vidt: fra jazzen, børnesangene, balletterne, musikken til mere end 50 film til kor og komponeret kunstmusik og kirkemusik. Georg Riedel satte også musik til digte af blandt andet Karin Boye, Gunnar Ekelöf og Tomas Tranströmer, ligesom han skrev musik til opera og musical.
Georg Riedel blev i 2006 portrætteret i den svenske tv-film: Georg Riedel och det svenskaste som finns.

## Udvalgt filmmusik
Georg Riedel skrev musik til flere film, heriblandt:
- 1988 – Ved vejen
- 1986 – Alle vi børn i Bulderby
- 1973 –  Emil og Grispjokket
- 1973 – Smutsiga fingrar
- 1970 – Pippi Langstrømpe på de syv have
- 1969 – Pippi Langstrømpe
- 1967 – Roseanna
- 1966 – Ormen
- 1966 – Nattlek
- 1966 – Yngsjömordet
- 1965 – Nattmara
- 1965 – Morianerna
- 1964 – 491
- 1964 – Wild West Story

## Priser og stipendier
- 2010 – Gullspira
- 2005 – Lars Gullin prisen for den livslange indsats som jazzbassist
- 2005 – Hugo Alfvén prisen for bidragene til børnesange området
- 1997 – Thore Ehrling stipendiet
- 1997 – SKAP-stipendiet fra Föreningen Svenska Kompositörer Av Populärmusik
- 1976 – SKAP-stipendiet fra Föreningen Svenska Kompositörer Av Populärmusik

## Eksterne kilde/henvisninger
- Wikimedia Commons har flere filer relateret til Georg Riedel
- Hugo Alfvénsällskapet: Komponisten Georg Riedel tilldelas Alfvénpriset 2005 Arkiveret 28. september 2007 hos  Wayback Machine
- Georg Riedel på DR musik
- Georg Riedel på Allmusic
- Georg Riedel på Discogs
- Georg Riedel på MusicBrainz
- Georg Riedel på Last.fm
- Georg Riedel på SoundCloud
- Georg Riedel på Internet Movie Database (engelsk)
- Georg Riedel på Filmdatabasen
- Georg Riedel på danskefilm.dk
- Georg Riedel på Scope
- Georg Riedel på Svensk Filmdatabas (svensk)
- Georg Riedel på AlloCiné (fransk)
- Georg Riedel på AllMovie (engelsk)
- Georg Riedel på The Movie Database (engelsk)